# Acrotylus fulgens
Acrotylus fulgens är en insektsart som beskrevs av Boris Petrovich Uvarov 1953. Acrotylus fulgens ingår i släktet Acrotylus och familjen gräshoppor. Inga underarter finns listade i Catalogue of Life.